# Marzolara
Marzolara è una frazione del comune di Calestano, in provincia di Parma.
La località dista 4,71 km dal capoluogo.

## Geografia fisica
La località sorge alla quota di 323 m s.l.m., in posizione collinare ai piedi dei primi rilievi appenninici, sulla sponda destra del torrente Baganza.

## Storia
Il territorio di Marzolara risultava abitato già nel neolitico, intorno al 5000 a.C., come testimoniato dal rinvenimento di alcuni strumenti in pietra.
In epoca medievale nel piccolo borgo fu edificata una cappella, menzionata per la prima volta nel 1230.
Nel 1249 il Comune di Parma donò al conte Alberto Fieschi il feudo di Calestano, comprendente anche i castelli di Marzolara, Alpicella e Vigolone. Nel 1275 il cardinale Ottobono Fieschi, futuro papa Adriano V, nominò suo erede di tali terre il fratello Percivalle; alla morte di quest'ultimo nel 1290 subentrarono i nipoti Luca, Carlo e Ottobono del ramo di Torriglia, che nel 1313 ne furono investiti dall'imperatore del Sacro Romano Impero Enrico VII di Lussemburgo.
Nel 1426 il condottiero Pier Maria I de' Rossi, per conto del duca di Milano Filippo Maria Visconti, conquistò la rocca di Marzolara; il castello fu posto sotto il presidio di Niccolò de' Terzi, il Guerriero. Nel 1431 Niccolò Piccinino promise al conte Gian Luigi Fieschi la restituzione dei manieri di Marzolara, Calestano e Vigolone al termine del conflitto, con la clausola che nel frattempo rimanessero nelle mani di Niccolò Terzi; per questo ordinò al referendario del Comune di Parma Anton Simone Butigelli di consegnarli al Guerriero. Tuttavia, nel 1439 Filippo Maria Visconti assegnò i feudi al cancelliere di Niccolò Piccinino Albertino de' Cividali e successivamente ai conti di Canino e a Giovanni da Oriate. Infine nel 1443, al termine della guerra, il Duca restituì i castelli al conte Giannantonio Fieschi in segno di riconoscenza per la sua devozione. Nel 1445 il Conte donò tutte le terre di Marzolara da lui possedute al rettore dell'ospedale di Parma Crostoforo Borgarelli.
Nel 1650 Carlo Leone e Claudio Fieschi alienarono i feudi di Calestano, Marzolara, Vigolone e Alpicella con tutte le pertinenze al conte Camillo Tarasconi; i suoi eredi ne mantennero i diritti fino alla loro abolizione decretata da Napoleone nel 1805.
L'anno seguente Marzolara divenne frazione del nuovo comune (o mairie) di Calestano.
Nel 1910 fu inaugurata la tranvia Parma-Marzolara, per collegare la città alla frazione, che divenne meta di turismo sciistico; la linea rimase attiva fino al 1952.
Soprattutto nei decenni seguenti, grazie alla sua posizione ai margini dei primi rilievi appenninici, il centro di Marzolara incrementò notevolmente il proprio numero di abitanti, a scapito delle frazioni montane, che si spopolarono gradualmente.

## Monumenti e luoghi d'interesse

### Chiesa di San Pietro e Santa Maria della Pace

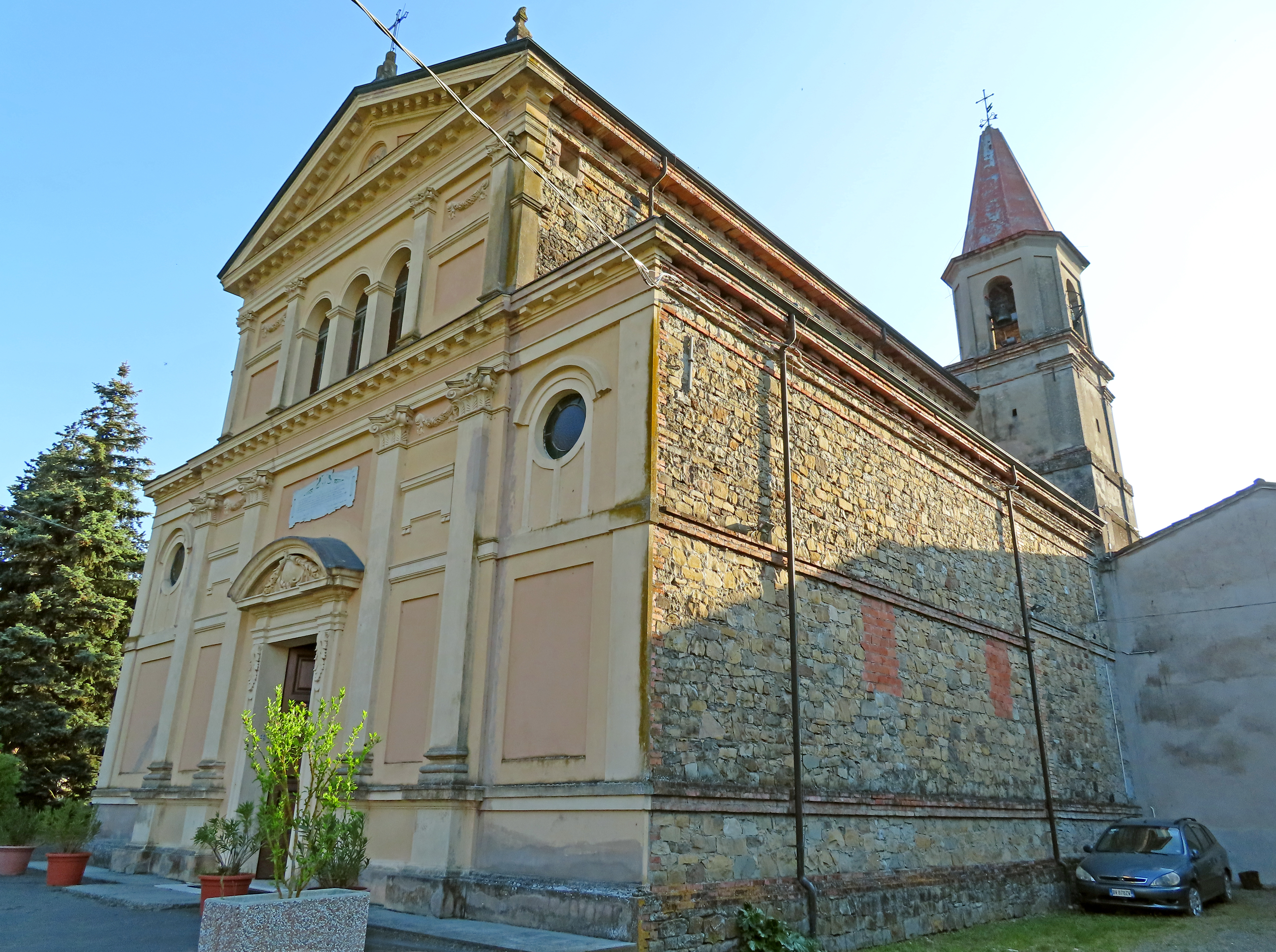
Chiesa di San Pietro e Santa Maria della Pace

Menzionata per la prima volta nel 1230, la piccola chiesa romanica, modificata nella zona absidale nel XV secolo, fu riadattata a salone parrocchiale nel 1915, in seguito alla costruzione in adiacenza di un nuovo ampio tempio con due cappelle, progettato dall'architetto Alfredo Provinciali; arricchito nel 1928 della facciata eclettica su disegno dell'architetto Camillo Uccelli, il luogo di culto modernista fu affiancato tra il 1950 e il 1962 da altre quattro cappelle e da due locali di servizio e decorato internamente nel 1963 da Manlio Manuati; elevato nel 1969 a santuario diocesano dedicato a santa Maria della Pace, fu colpito dal terremoto del 2008 e ristrutturato tra il 2010 e il 2013. L'edificio, ornato nella navata con lesene e affreschi, conserva nell'ancona barocca dell'altare maggiore la venerata statua seicentesca della Madonna della Pace, proveniente dall'oratorio di Santa Maria della Pace di Parma.

### Castello
Menzionato per la prima volta nel 1249 nell'atto di donazione al conte Alberto Fieschi, il castello fu conquistato nel 1426, per conto del duca Filippo Maria Visconti, da Pier Maria I de' Rossi, che lo fortificò; assegnato in seguito a Niccolò Guerriero, ad Albertino de' Cividali, ai conti di Canino e a Giovanni da Oriate, fu restituito nel 1443 al conte Giannantonio Fieschi; successivamente abbandonato, cadde in degrado; alienato nel 1650 al conte Camillo Tarasconi, scomparve in epoca imprecisata e sulle sue rovine fu costruita entro il 1804 una casa colonica.

## Infrastrutture e trasporti
Marzolara è attraversata da nord a sud dalla strada provinciale 15 della val Baganza, nella cui sede tra il 1910 e il 1952 fu attiva la tranvia Parma-Marzolara.